# Aeschynanthus papuanus
Aeschynanthus papuanus är en tvåhjärtbladig växtart som först beskrevs av Rudolf Schlechter, och fick sitt nu gällande namn av Brian Laurence Burtt. Aeschynanthus papuanus ingår i släktet Aeschynanthus och familjen Gesneriaceae. Inga underarter finns listade i Catalogue of Life.